# HMS Liverpool (1937)
HMS Liverpool (Корабль Его Величества «Ливерпуль») — британский лёгкий крейсер второй серии крейсеров типа «Таун». Заложен 17 февраля 1936 года, спущен на воду 24 марта 1937 года, введён в строй 2 ноября 1938 года. Восьмой корабль Королевского флота, носивший это имя. Крёстной матерью корабля стала миссис Монтагю Норман — жена управляющего Английским банком.
Крейсер участвовал во Второй мировой войне: в патрулях на Дальнем востоке, сражениях на Средиземном море, арктических конвоях. В ходе боёв был дважды серьёзно повреждён итальянскими торпедоносцами. Выведен из состава флота в апреле 1952 года и разобран на металл. Девиз корабля: «Deus nobis haec otia fecit» — Господь дал нам свободу.

## Вторая мировая война
Начало второй мировой войны крейсер встретил на Ост-Индской станции в составе 5-й эскадры крейсеров. 6 сентября он вышел встречать плавучую базу «Лючия» в Оманский залив. С 10 сентября стал базироваться на Аден, выполняя функции по перехвату немецких рейдеров и блокадопрорывателей. Эту задачу он выполнял весь сентябрь и октябрь. 14 ноября крейсер был переведён в состав Китайской станции и совершил переход в Гонконг с заходами в Сингапур и Сайгон, куда в итоге и прибыл 10 декабря. С 14 декабря действовал в китайских водах, осуществляя защиту торговли и перехват вражеских судов.

### Инцидент с «Асама-Мару»
Продолжая в январе патрулировать воды Китая и Японии, 21 числа в 35 милях (56 километрах) от острова Ниидзима перехватил и досмотрел японский лайнер «Асама-Мару». По данным Британского руководства на борту данного судна находились немецкие моряки с торгового судна «Коламбус», затопленного у Восточного побережья США, которые пытались добраться домой в Германию. Соответственно, командующий Китайской станцией направил «Ливерпуль» для перехвата японского лайнера. Крейсер резал курс лайнера на близком расстоянии, заставив его остановиться, после чего отправил досмотровую партию в составе 10 человек, которая, досмотрев судно, сняла с него 21 пассажира, предположительно из состава экипажа «Коламбуса».
Четыре дня спустя руководство NYK Line отправило в отставку капитана «Асама-Мару» — Ватанабэ, инкриминируя ему «недостойное поведение». Тем не менее, японская сторона заявила протест, объявив действия Великобритании как злоупотребляющие действия воюющей стороны по отношению к нейтральной, что послужило поводом для нарастания напряжения между двумя странами. Несмотря на негативное отношение японской общественности, оба правительства стремились к улаживанию конфликта путём переговоров. 5 февраля стороны пришли к соглашению об освобождении 9 немцев и обязательстве японской стороны не допускать на свои суда немецких граждан военнообязанного возраста.
28 января крейсер встал на ремонт в Гонконге, по окончании которого занялся уже привычной деятельностью.

### Действия в Красном море
В апреле вместе с австралийским крейсером «Хобарт» переведён в состав морских сил Красного моря, где поддерживал военные операции в Сомалиленде.
13 мая вместе с линкором «Рэмиллис», крейсерами «Кент» и «Хобарт», французским тяжёлым крейсером «Сюффрен», эсминцами «Декой», «Дефендер» и шлюпом «Шорэм» сопровождали войсковой конвой US2, перевозящий войска ANZAC на Ближний Восток, в его переходе через Красное море. 17 мая крейсер прибыл в Порт-Судан.

### На Средиземном море
В июне крейсер вошел в состав 7-й крейсерской эскадры, Средиземноморского флота. В составе флота из линкоров «Уорспайт» и «Малайя», авианосца «Игл», крейсеров эскадры и эсминцев выходил для атаки итальянских североафриканских конвоев на позицию южнее Крита.
12 июня совместно с крейсером «Глостер» и четырьмя эсминцами произвёл обстрел Тобрука. Крейсера обстреливали вражеские тральщики и старый броненосный крейсер «Сан-Джорджио», пока огонь береговых батарей не заставил их отступить. Тем не менее, тральщик «Джованни Берта» был потоплен.

#### Бой с конвоем Эсперо
27 июня 1940 года крейсер под флагом вице-адмирала Джона Тови вместе с крейсерами «Кент», «Глостер», «Нептун», «Орион» и «Сидней» вышел для прикрытия крейсеров «Каледон» и «Кейптаун», сопровождающих конвой из Эгейского моря в Египет. В это время летающая лодка «Сандерленд» обнаружила западнее Занте итальянский конвой в составе 3 эсминцев, доставляющий подкрепления в Тобрук. 7-я крейсерская эскадра отделилась для перехвата данного соединения.
Итальянский конвой был замечен «Ливерпулем» в 60 милях юго-западнее мыса Матапан в 18:30 вечера. В последующем затем бою, минимальные расстояния в котором превышали 13 километров, был потоплен эсминец «Эсперо». Два других смогли оторваться и прибыли в Бенгази вместе со своим грузом. «Ливерпуль» в этом бою получил попадание 120-мм снаряда в корму, не причинившее значительных повреждений. Британские крейсера при этом израсходовали более 5000 снарядов. На «Ливерпуле» осталось около 40 снарядов на ствол. Столь большой расход снарядов командующий флотом адмирал Канингхем объяснял перед Адмиралтейством неопытностью экипажей и ведением боя в наступающих сумерках. Расход боеприпасов привел к отмене операции «MA3» — проводки с Мальты 2 конвоев: MF1 и MS1.

#### Бой у Калабрии
Операция «MA3» была повторена только 7 июля уже под другим именем — «MA5», когда крейсер в составе соединения «A» вместе с линкорами «Уорспайт», «Малайя», «Ройал Соверен», авианосцем «Игл», крейсерами «Нептун», «Глостер», «Орион» и «Сидней» и эсминцами «Дэйнти», «Дефендер», «Хэсти», «Хостайл», «Гиперион», «Айлекс», «Импириал», «Джуно», «Вэмпайр» и «Вояджер» вышел на дальнее прикрытие конвоев MF1 и MS1. 8 июля соединение подверглось бомбардировке горизонтальными бомбардировщиками, в ходе которой попадание получил крейсер «Глостер».
9 июля соединение участвовало в бою у Калабрии. «Ливерпуль» и «Нептун» открыли огонь в 15:22, 8 минут спустя огонь открыли итальянские крейсера с расстояния в 23 600 ярдов (13,4 мили). В ходе продолжающейся перестрелки линкор «Уорспайт» добился попадания в итальянский линкор «Джулио Чезаре» в 16:00, после чего итальянский флот покинул поля боя. 11 июля последовали сильные воздушные атаки. 13 июля крейсер получил повреждения от очередных атак.
21 июля крейсер вместе с крейсером «Кейптаун», эсминцами «Стюарт», «Дэйнти», «Дефендер» и «Даймонд» сопровождал конвой в порты Эгейского моря и вернулся с конвоем в Александрию.
29 июля крейсер получил попадание бомбы в передний мостик, которая не взорвалась, пройдя по пути через палубу башни «B». Это попадание для крейсера могло стать фатальным.
30 июля в связи с реорганизацией лёгких сил флота крейсер вместе с крейсерами «Глостер» и «Кент» был переведён в 3-ю крейсерскую эскадру контр-адмирала Edward de Faye Renouf и встал на ремонт на весь август.

#### Дальнейшие действия
30 августа крейсер вышел в море вместе с линкорами «Уорспайт», «Малайя», авианосцем «Игл», крейсерами «Кент», «Глостер», «Орион» и «Сидней», эсминцами «Декой», «Айлекс», «Импириал», «Янус», «Нубиэн», «Вэмпайр», «Вендетта» и польским ORP «Гарланд», как часть дальнего эскорта конвоя MS 2 на Мальту (Операция «MB3»). 2 сентября флот встретился у Пантеллерии с соединением в составе линкора «Вэлиент», авианосца «Иласстриес», крейсеров «Калькутта» и «Ковентри», являющимися подкреплением для флота (Операция «HATS»). 4 сентября флот предпринял воздушные атаки против Родоса, вернувшись в Александрию 5 числа.
17 сентября «Иласстриес» предпринял воздушную атаку Бенгази. Его сопровождали, помимо «Ливерпуля», линкор «Вэлиент», тяжёлый крейсер «Кент», крейсера «Глостер», «Орион» и эсминцы «Нубиэн», «Могавк», «Хироу», «Хэсти», «Гиперион», «Хиуорд», «Декой», «Джервис» и австралийский «Уотерхен». Самолёты авианосца провели атаку судов в гавани, а также выставили мины. В итоге торпедами были потоплены эсминец «Борея» и пароходы «Глория Стелла» (5490 брт) и «Мария Евгения» (4702 брт), а эсминец «Аквилон» подорвался на мине и также затонул.
После этого крейсер «Кент» и эсминцы «Нубиэн» и «Могавк» отделились, чтобы атаковать ранним утром итальянские позиции в Бардии. Незадолго до полуночи «Кент» был торпедирован в корму итальянским торпедоносцем и получил тяжёлые повреждения. После чего «Кент» был отбуксирован в Александрию эсминцем «Нубиэн» под прикрытием крейсера «Орион», крейсера ПВО «Калькутта» и эсминцев «Могавк», «Джервис», «Джуно», «Янус» и австралийского «Вендетта».
22 сентября крейсер сопровождал авианосец «Иласстриес» во время очередного выхода флота в Восточное Средиземноморье. Ливерпуль отделился вместе с крейсерами «Глостер», «Кент», и эсминцами «Могавк» и «Нубиэн» для сопровождения конвоя из Александрии в Нафплион.
28 сентября Ливерпуль совместно с крейсером «Глостер» перебросил на Мальту 1200 человек из состава RAF и подкреплений для острова, на переходе корабли прикрывались крейсером «Сидней».

#### Первое торпедное попадание
8 октября крейсер вышел в составе флота, состоящего из авианосцев «Игл» и «Иласстриес», линкоров «Малайя», «Рэмиллис» и «Уорспайт», крейсеров «Аякс», «Глостер», «Орион», «Йорк» и «Сидней», эсминцев «Дэйнти», «Декой», «Янус», «Джервис», «Джуно», «Стюарт», «Вэмпайр» и польского «Гарланд» для проводки конвоя MW 2 и встречного конвоя ME 4 из пустых судов в Египет. 11 октября соединение прикрывало воздушные атаки самолётов «Игла» и «Иласстриеса» на Лерос. 12 октября соединение атаковали итальянские миноносцы, один из которых, «Артильере», был потоплен огнём крейсера «Йорк».
14 октября, ранним вечером, после очередных атак Лероса, флот направился домой, в Александрию. В это время крейсер был атакован двумя итальянскими торпедоносцами, медленно летящими на малой высоте. В 18:50 он получил попадание торпедой в носовую часть с правого борта. Взрыв вызвал разлив бензина из бака с авиационным топливом. На корабле было около 5000 галлонов высокооктанового топлива для корабельных Уолрусов и топливо судовых катеров. Растёкшееся топливо смешалось с 70 тоннами забортной воды, протекло на жилую палубу. Несмотря на отданный приказ о запрещении курения и зажигания огня, топливо воспламенилось от короткого замыкания. В 19:20 последовал мощный взрыв, причинивший большие разрушения носовой части корабля и выведший из строя башню «A», вырвав её крышу. Повреждения были столь серьёзны, что экипаж стал готовить спасательные средства.
Тем временем крейсер «Орион» под прикрытием крейсеров ПВО «Калькутта» и «Ковентри», а также эсминцев «Дэйнти», «Декой», «Даймонд» и «Вэмпайр» взял повреждённый крейсер на буксир и пошёл в Александрию на скорости 8 узлов.
15 октября при буксировке у крейсера оторвалась и затонула носовая часть. В тот же день в море похоронили 12 погибших членов экипажа, одного из них неопознанного. Ещё трое умерло ночью перед тем, как крейсера достигли Александрии 16 октября. После этого «Ливерпуль» встал на длительный предварительный ремонт до марта 1941 года. Командир корабля Артур Данкан Рид в конце октября был переведён на линкор «Рэмиллис», а его заменил Альберт Лоренс Поланд.
В ноябре адмиралтейство объявило, что в результате атаки погибло 3 офицера и 27 матросов. Ещё 35 человек были ранены. Поисковые радары засекли приближающиеся самолеты и по флоту даже было разослано предупреждение, но неопытные вахтенные операторы не смогли точно идентифицировать цели и не предупредили капитана на мостике об угрозе.
В ходе предварительного ремонта была изготовлена и установлена временная носовая часть корабля, после чего тот 30 апреля 1941 года через Индийский и Тихий океаны ушёл на ремонт в США с заходами в Аден (5—6 мая), Коломбо (12—13 мая), Сингапур (17—20 мая), Манилу (24—25 мая), Гонолулу (7—9 июня) и Сан-Франциско (16 июня), прибыв на верфь Мэр Айленд в Калифорнии. Ремонт продолжался до октября, но до сентября присутствие корабля не было раскрыто, пока Министерство военно-морского флота не опубликовало список из 12 кораблей, находящихся в портах США.
Крейсер покинул верфь 3 ноября, прибыв в Норфолк на Восточном побережье США 17 ноября. После этого крейсер отправился домой с остановкой на Бермудах, прибыв в Гринок только 5 декабря 1941 года, чтобы завершить установку новых радиолокационных систем и проведения работ по доработке прошедшего ремонта.
В январе на крейсере монтировали радары: Type 273 надводного обнаружения, Type 281 воздушного обнаружения, Type 284 артиллерийский радар главного калибра и Type 285 артиллерийский радар 4-дюймовых зенитных орудий.

### Северные конвои
6 февраля крейсер прибыл в Скапа-Флоу, войдя в состав флота метрополии.
В марте крейсер вошел в состав 18 эскадры крейсеров, выполняющей защиту конвоев и несение службы в северо-западных подходах. Вышел вместе с крейсерами «Тринидад», «Лондон» и «Кент» в патруль восточнее острова Ян-Майен для прикрытия перехода конвоя PQ-12, направляющегося в Кольский залив.
12 апреля входил в состав эскорта обратного конвоя QP-10 вместе с эсминцами «Пенджаби», «Ориби», «Марн», «Фьюри» и «Эклипс», прикрываемый основными силами Хоум-флита. На переходе конвой в течение трёх дней подвергался атакам подводных лодок и авиации, потеряв от атак три судна потопленными и одно повреждённым. 18 апреля крейсер отделился от конвоя, который прибыл 21 числа в Рейкьявик.
13 мая крейсер в составе части флота выходил для прикрытия возвращения из СССР повреждённого крейсера «Тринидад». Группа из линкора «Дюк оф Йорк», авианосца «Викториес», крейсеров «Кент», «Лондон», «Нигерия» и «Норфолк» располагалось западнее острова Медвежий в Баренцевом море, однако встретить возвращающийся крейсер не пришлось. 14 мая он был поражён бомбой, и экипаж оставил его. На обратном пути соединение также подверглось атакам.
23 мая крейсер снова вышел в море на этот раз в составе соединения крейсеров «Кент», «Нигерия» и «Норфолк» и эсминцев «Икарус», «Марн», «Онслоу» и «Ориби». Они прикрывали очередной конвой — PQ-16 в составе 35 судов. Начиная с 25 числа последовали воздушные атаки люфтваффе, повредившие пароход «Карлтон». Совместные атаки лодок и самолётов, совершивших 242 вылета привели к потере за 26—27 число 7 судов. Однако «Ливерпуль» отделился от конвоя 26 числа, для сопровождения встречного конвоя QP-12, вернувшись в базу 28 мая.

### Снова на Средиземном море
5 июня крейсер вышел как часть эскорта специального конвоя ws19s с крейсером «Кения» и эсминцами «Бедуин», «Эскапейд», «Икарус», «Марн», «Мачлесс», «Онслоу», и эскортными миноносцами «Бэдсуорт», «Блэнкни», «Миддлтон» и польским «Куявяк». Конвой предназначался для подвоза припасов на Мальту — операция «Гарпун». 11 июня, в Гибралтаре, крейсер вошёл в состав соединения W, прикрывающего конвой на переходе через Средиземное море. В состав соединения, помимо «Ливерпуля», вошли линкор «Малайя», авианосцы «Игл» и «Аргус» и крейсера «Кения» и «Харибдис». 13 июня корабли сопровождения произвели заправку топливом. в 17:25 показался первый самолёт противника — пока ещё разведчик.

#### Второе торпедное попадание
Уже 14 июня конвой юго-западнее Сардинии подвергся атаке 38 самолетов Оси. В ходе атаки был потоплен транспорт «Танимбар», а «Ливерпуль» был атакован торпедоносцами и получил очередное попадание авиаторпедой. Первые две торпеды пересекли курс корабля и прошли по левому борту, ещё одна торпеда прошла за кормой, но 4-я торпеда с итальянского торпедоносца попала в правый борт в районе машинного отделения и снова покалечила крейсер. Это произошло в 11:25 в точке с координатами 37°55′ с. ш. 07°38′ в. д.. Затопление вызвало крен в семь градусов и блокировку рулевого управления. Скорость корабля упала до 4 узлов. Были также заблокированы подъёмники боеприпасов башен «X» и «Y». На крейсере было 15 убитых и 22 раненых.
В 12:40 крейсер был взят на буксир эсминцем «Антилопа» и под эскортом эсминца «Уэсткотт» и корветов «Джонквил» и «Спири» отправился в Гибралтар, однако уже в 16:26 буксир отдал концы, поскольку в 16:31 последовала атака 5 истребителей-бомбардировщиков Fiat CR.42. Но попаданий не последовало. В 17:28 крейсер снова взяли на буксир, но буквально на пару минут. В 18:00 последовала очередная атака, на этот раз горизонтальных бомбардировщиков: 1 Piaggio P.108 и 8 Cant Z.1007. Снова без попаданий, снова взят на буксир только в 19:45. В 20:15 последовала вторая атака горизонтальных бомбардировщиков — 5 Cant Z.1007. Без попаданий. в 22:25 крейсер подвергся атаке 6 торпедоносцев. Без последствий.
15 июня в 14:22 крейсер отбил атаку очередных трёх торпедоносцев. В 15:35 к отряду присоединился буксир «Сальвония», которому «Антилопа» и передал крейсер вечером.
16 июня отряд подвергся очередным нападениям вражеской авиации, однако дополнительные повреждения крейсер получил по ошибке от интенсивного зенитного огня эсминца «Уэсткотт». На крейсере было много раненых, в том числе трое убитых.
17 числа в 17:15 крейсер прибыл в Гибралтар и уже в 19:20 к обследованию подводной части приступили водолазы. На крейсере произведён подготовительный ремонт для перехода через океан в Великобританию. Туда крейсер отправился только 5 августа. По прибытии в Великобританию крейсер встал на более чем двухгодичный ремонт на верфи «Dockyard» в Розайте. В боевых действиях крейсеру принять участие уже не довелось.